# Dendrocerotaceae
Dendrocerotaceae là họ Rêu sừng duy nhất trong bộ Dendrocerotales.